# Hydrillodes buruensis
Hydrillodes buruensis là một loài bướm đêm trong họ Noctuidae.